# Bar Rocks
Bar Rocks är klippor i Sydgeorgien och Sydsandwichöarna (Storbritannien). De ligger i den nordvästra delen av Sydgeorgien och Sydsandwichöarna. Bar Rocks ligger 161 meter över havet.
Terrängen runt Bar Rocks är kuperad. Havet är nära Bar Rocks åt nordost.  Trakten runt Bar Rocks består i huvudsak av gräsmarker.